# Friedrich Rainer
Friedrich Rainer (Sankt Veit an der Glan, 28 luglio 1903 – Lubiana, 19 luglio 1947) è stato un politico austriaco.

## Biografia
Laureato in giurisprudenza, Rainer entrò a far parte del Partito nazista (NSDAP) nel 1930. Nel 1938 fu nominato Gauleiter a Salisburgo, dal 1941 assunse la carica di governatore della Carinzia a cui si aggiunse anche l'Oberkrain, corrispondente alla Slovenia settentrionale, appena inglobato dopo l'invasione tedesca del Regno di Jugoslavia con l'operazione 25.
Dal 10 settembre 1943 fu nominato commissario supremo del Litorale adriatico annesso di fatto alla Germania nazista. Alla fine dell'aprile 1945 tentò di organizzare un'ultima disperata resistenza delle forze naziste in Carinzia. Preso prigioniero dagli statunitensi e consegnato agli jugoslavi, fu processato per crimini di guerra a Lubiana ed impiccato il 19 luglio 1947, secondo quanto comunicato al tempo dalle autorità jugoslave. Secondo altre fonti storiche come Pier Arrigo Carnier, storico italiano, Rainer fu detenuto in un campo nei pressi della capitale serba dove morì il 1º aprile 1952.